# 16-й піхотний полк (Австро-Угорщина)
16-й Угорський (хорватський) вараждинський піхотний полк «Барона фон Гісла» (нім. Ungarisches (kroatisches) Warasdiner Infanterieregiment Nr. 16, 16 IR.) — піхотний полк Спільної армії Збройних сил Австро-Угорщини.

## Історія
Полк було створено в 1703 році.
1 січня 1872 р. 5-й піхотний Вараждинський прикордонний полк під командуванням полковника Прокопа Адлера та 6-й піхотний Вараждинський прикордонний полк під командуванням полковника Йоханна Василіо ввійшли в склад 16-го піхотного полку.
У 1912–1913 рр. полк мав назву 16-й Угорсько-хорватський вараждинський піхотний полк. До 1912 р. використовувалася назва 16-й Угорський (хорватський) піхотний полк.
Штаб–квартири: Лінц (1871), Б'єловар (1872, 1892—1901, 1908—1911), Столаць (1879—1880), Загреб (1901—1907), Відень (1912—1914). Округ поповнення: Сомбатгей (1871), Б'єловар (№ 16), на території 13-го армійського корпусу.
Полкове свято відзначалося 23 липня, в річницю битви при Соні в 1848 р.

## Бойовий шлях
В Першій світовій війні полк воював з росіянами в Галичині (1915). Брав участь у Горлицькій битві.

## Склад
- 1-й батальйон (до 1897: Б'єловар, 1897—1898: Загреб, 1899: Б'єловар, 1903—1907: Загреб, 1908—1911: Б'єловар, 1912—1914: Відень);
- 2-й батальйон (1896: Требинє, 1897: Б'єловар, 1903—1907: Загреб, 1908—1911: Б'єловар, 1912—1914: Відень);
- 3-й батальйон (1903—1907: Загреб, 1908—1911: Невесинє, 1912—1914: Відень);
- 4-й батальйон (1899: Загреб, 1903—1914: Б'єловар).

Національний склад (1914):
- 97 % — хорвати, серби, сербо-хорвати;
- 3 % — інші національності.[1]

## Почесні шефи
- 1848—1855: фельдмаршал Пітер Заніні;
- 1855—1869: фельдмаршал Стефан Вільгельм фон Вернхардт;
- 1870—1881: фельдмаршал Густав Вецлар фон Планкенштерн;
- 1887—1905: фельдцейхмейстер Генріх Гісль фон Гіслінген;
- 1913—1918: генерал кавалерії Артур Гісль фон Гіслінген.

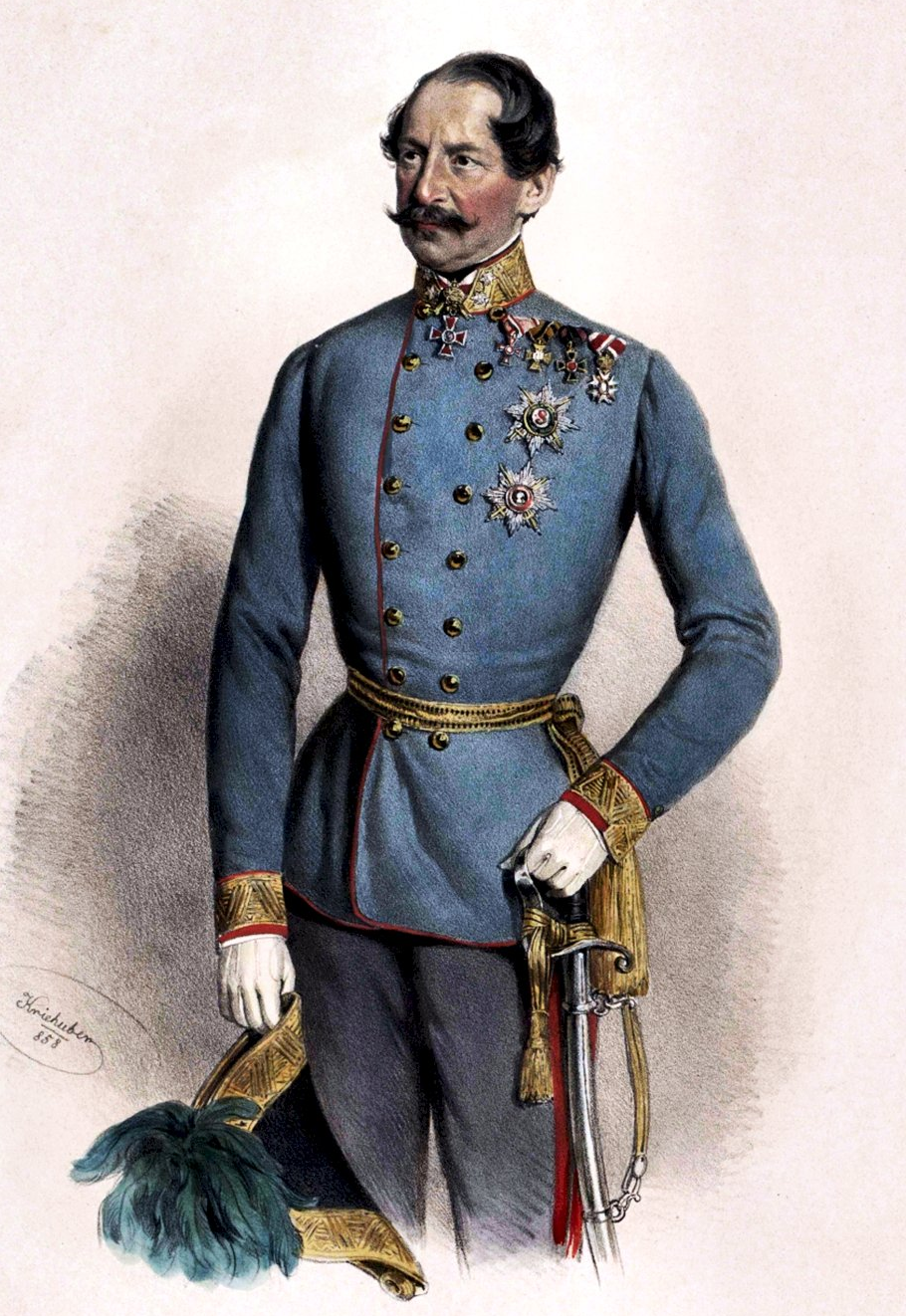
Стефан Вільгельм фон Вернхардт
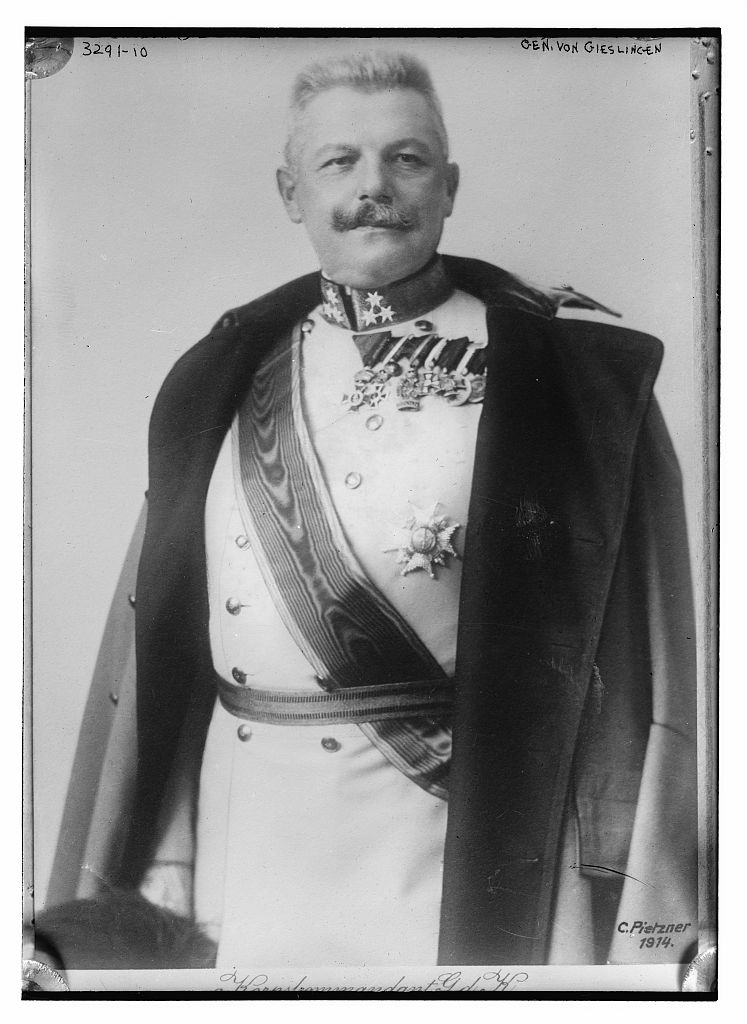
Артур Гісль фон Гіслінген

## Командування
- ? –1871: полковник Генріх Гісль фон Гіслінген;
- 1871—1873: полковник Петер Чикос фон Сессія;
- ? –1895: полковник Вільгельм Пейєрле;
- 1895—1900: полковник Карл Еш;
- 1900—1903: полковник Карл Шмід;
- 1903—1906: полковник Юліус Фанта;
- 1906—1910: полковник Віктор фон Неван;
- 1910—1914: полковник Мартін Верклян фон Пілар;
- 1914: полковник Раймунд Будінер.[1]

## Підпорядкування
В 1896 р. полк (без 2-го батальйону) входив до складу 13-ї піхотної бригади 7-ї піхотної дивізії. 2-й батальйон підпорядковувався 2-й гірській бригаді 18-ї піхотної дивізії та розміщувався Требинє, на території 15-го армійського корпусу.
З 1910 р. полк був у складі 72-ї піхотної бригади. 3-й батальйон входив до складу 3-ї гірської бригади 18-ї піхотної дивізії.
Протягом 1912–1914 рр. полк (без 4-го батальйону) входив до складу 98-ї стрілецької бригади 49-ї стрілецької дивізії, а 4-й батальйон підпорядковувався командиру 72-ї стрілецької бригади 36-ї стрілецької дивізії.

## Однострій та символіка

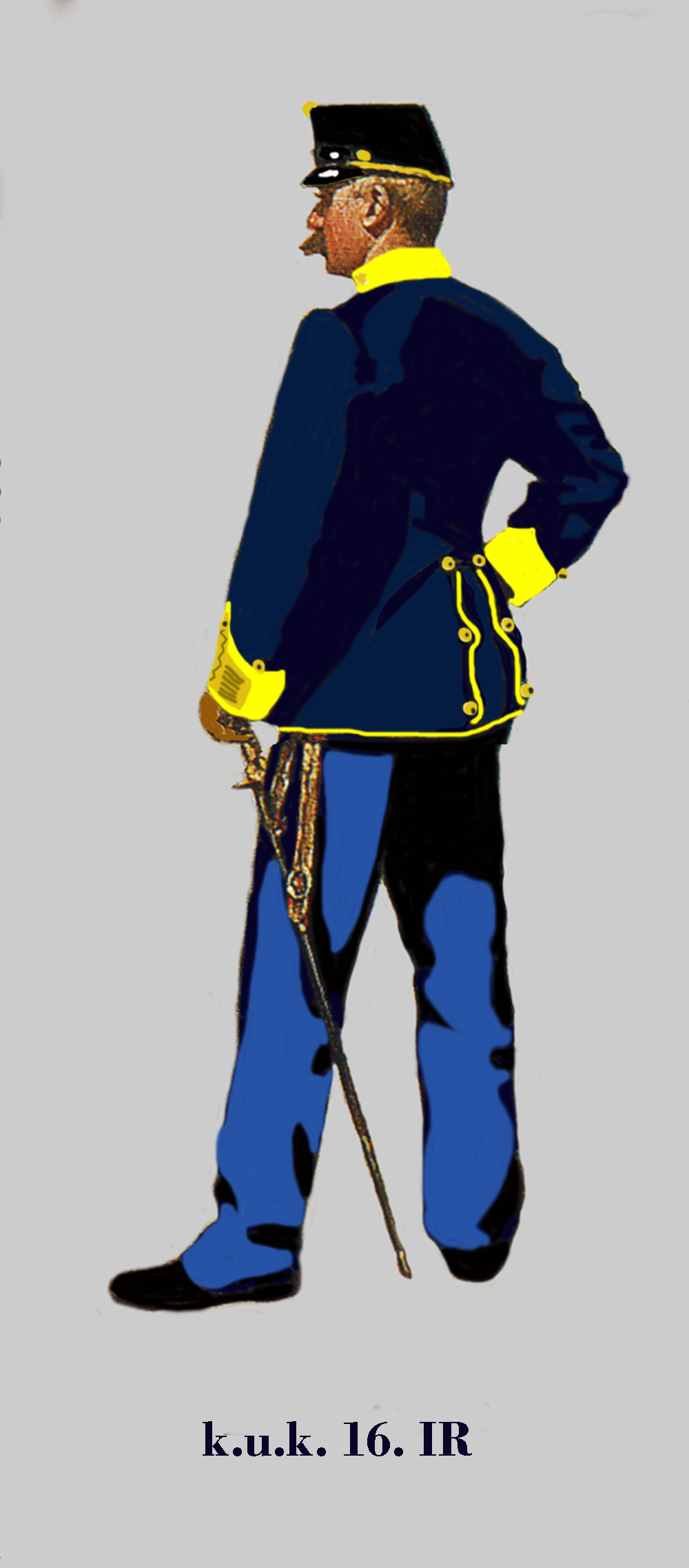
Лейтенант 16-го піхотного полку.
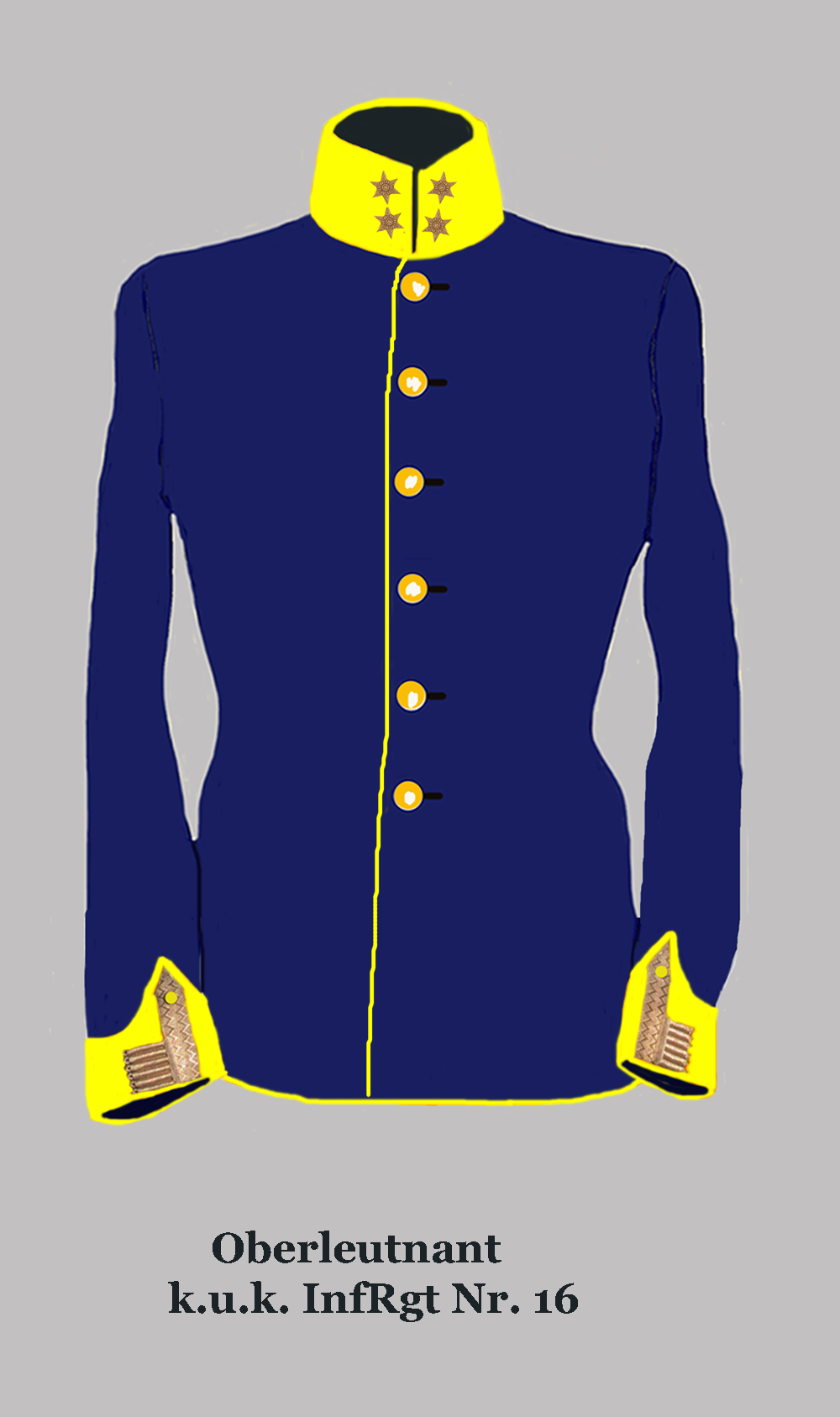
Мундир обер-лейтенанта 16-го піхотного полку
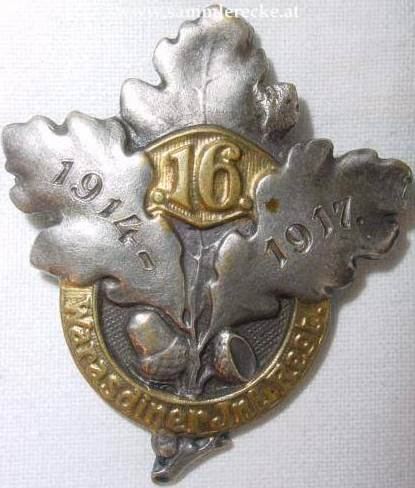
Каппен полку.